# Coupe d'Irlande de football 1923-1924
Navigation
Édition précédente Édition suivante
La Coupe d'Irlande de football 1923-1924 , en anglais The Football Association of Ireland Challenge Cup, est la 3e édition de la Coupe d'Irlande de football organisée par la Fédération d'Irlande de football. La compétition commence le 5 janvier 1924, pour se terminer le 17 mars 1924. L'Athlone Town Football Club remporte pour la première fois la compétition en battant en finale le club de Cork Fordsons Football Club.

## Organisation
La compétition regroupe treize clubs et se déroule sur quatre tours à élimination directe. Le tenant du titre, Alton United Football Club, n'est pas admis à concourir.

## Premier tour
| Club recevant         | Score | Club visiteur               | Date           |
| --------------------- | ----- | --------------------------- | -------------- |
| Athlone Town          | 2-0   | Midland Athletic            | 5 janvier 1924 |
| Bohemian FC           | 1-0   | Shamrock Rovers             | 5 janvier      |
| Brooklyn              | 1-2   | Bray Unknowns Football Club | 5 janvier      |
| Saint James's Gate FC | 3-2   | Pioneers FC                 | 5 janvier      |
| Clifton               | 0-2   | Shelbourne United           | 5 janvier      |

Les clubs de Fordsons Football Club, Jacob's Football Club et Shelbourne Football Club sont exemptés du premier tour.

## Second tour
| Club recevant         | Score | Club visiteur               | Date            |
| --------------------- | ----- | --------------------------- | --------------- |
| Bohemian FC           | 1-0   | Bray Unknowns Football Club | 19 janvier 1924 |
| Shelbourne FC         | 0-2   | Athlone Town                | 19 janvier      |
| Jacob's Football Club | 0-2   | Fordsons Football Club      | 27 janvier      |
| Saint James's Gate FC | 2-1   | Shelbourne United           | 17 février      |

## Demi-finales
| Première demi-finale | Bohemian Football Club | 0-0 | Athlone Town Football Club | Shelbourne Park, Dublin |
| 16 février 1924      |                        |     |                            |                         |

| Première demi-finale, match d'appui | Athlone Town Football Club | 2-0 | Bohemian Football Club | Shelbourne Park, Dublin |  |
| 1er mars 1924                       | Ghent Lyster               |     |                        |                         |  |

| Deuxième demi-finale | Fordsons Football Club | 4-0 | Saint James's Gate FC | The Mardyke, Cork |  |
| 2 mars 1924          | Collins Pinkney        |     |                       |                   |  |

## Finale
La finale se déroule à Dalymount Park à Dublin le 17 mars 1924 devant 18 000 spectateurs. Athlone Town l'emporte 1 but à zéro des les corkmens de Fordsons Football Club. C'est la seule et unique victoire de ce club dans la compétition.
| Finale       | Athlone Town Football Club | 1-0     | Fordsons Football Club | Dalymount Park                                       |                                                      |
| 17 mars 1924 | Dinny Hannon |         | | Spectateurs : 18 000 Arbitrage : J.J. Kelly (Dublin) | Spectateurs : 18 000 Arbitrage : J.J. Kelly (Dublin) |
| 17 mars 1924 | Paddy O'Reilly, Joe Monahan, Jimmy Hope, Terry Judge, John Joe Dykes, Tommy Muldoon, Norman Lyster, Dinny Hannon, James Sweeney, Addie Collins, Frank Ghent. | Équipes | Billy O'Hagan, Jeremiah O'Mahony, D. Millar, Leo Maher, Jack O'Sullivan, Paddy Barry, Franck Hunter, Laurence Pinkney, Jock Malpas, Harry Buckle, Dinny Collins. | Spectateurs : 18 000 Arbitrage : J.J. Kelly (Dublin) | Spectateurs : 18 000 Arbitrage : J.J. Kelly (Dublin) |